# Bodrog, Cluj
Bodrog este un sat în comuna Apahida din județul Cluj, Transilvania, România.
Localitatea actuală nu apare pe Harta Iosefină a Transilvaniei din 1769-1773 (Sectio 096). 

## Imagini

Satele comunei Apahida
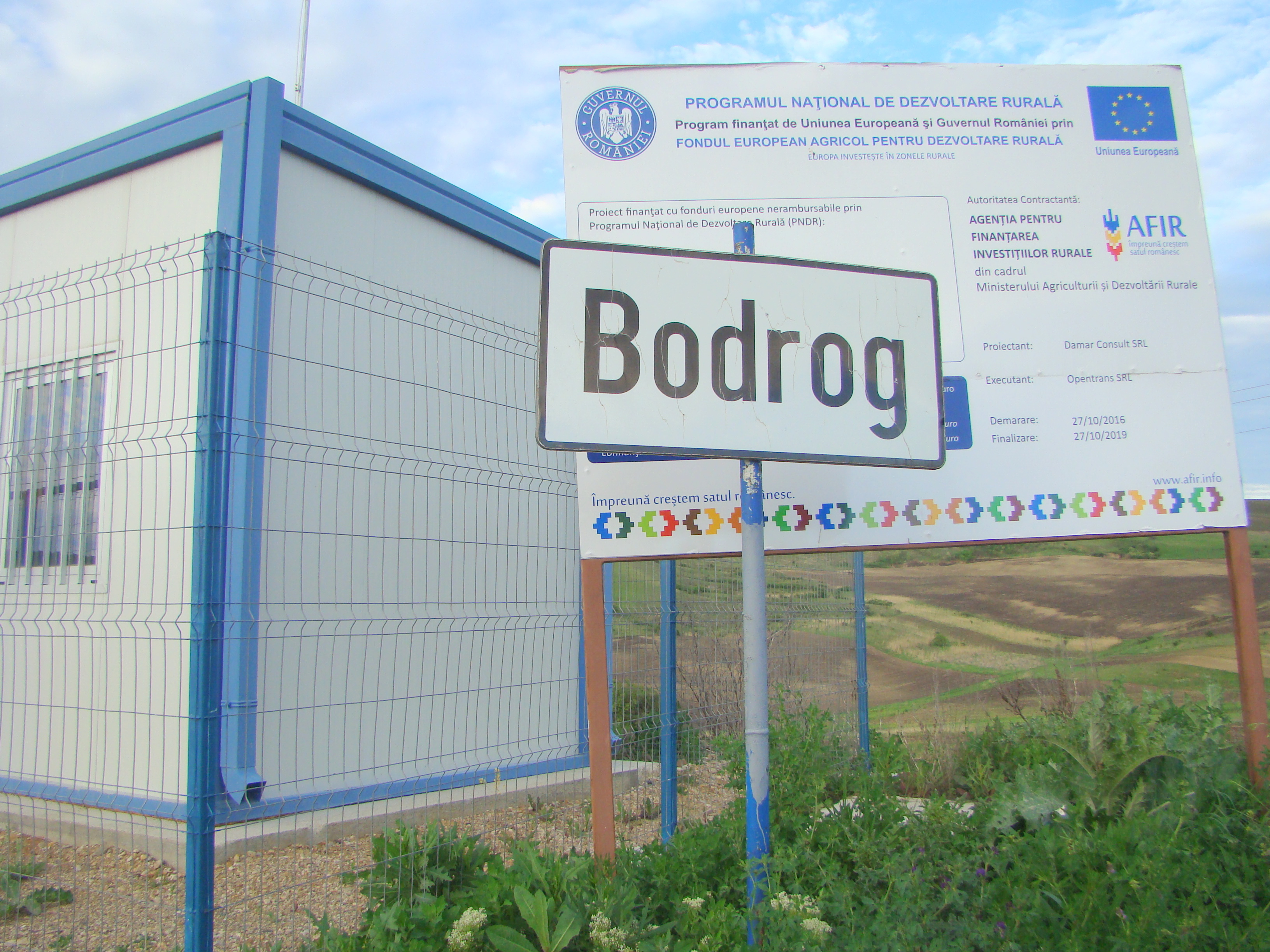
Intrarea în localitate
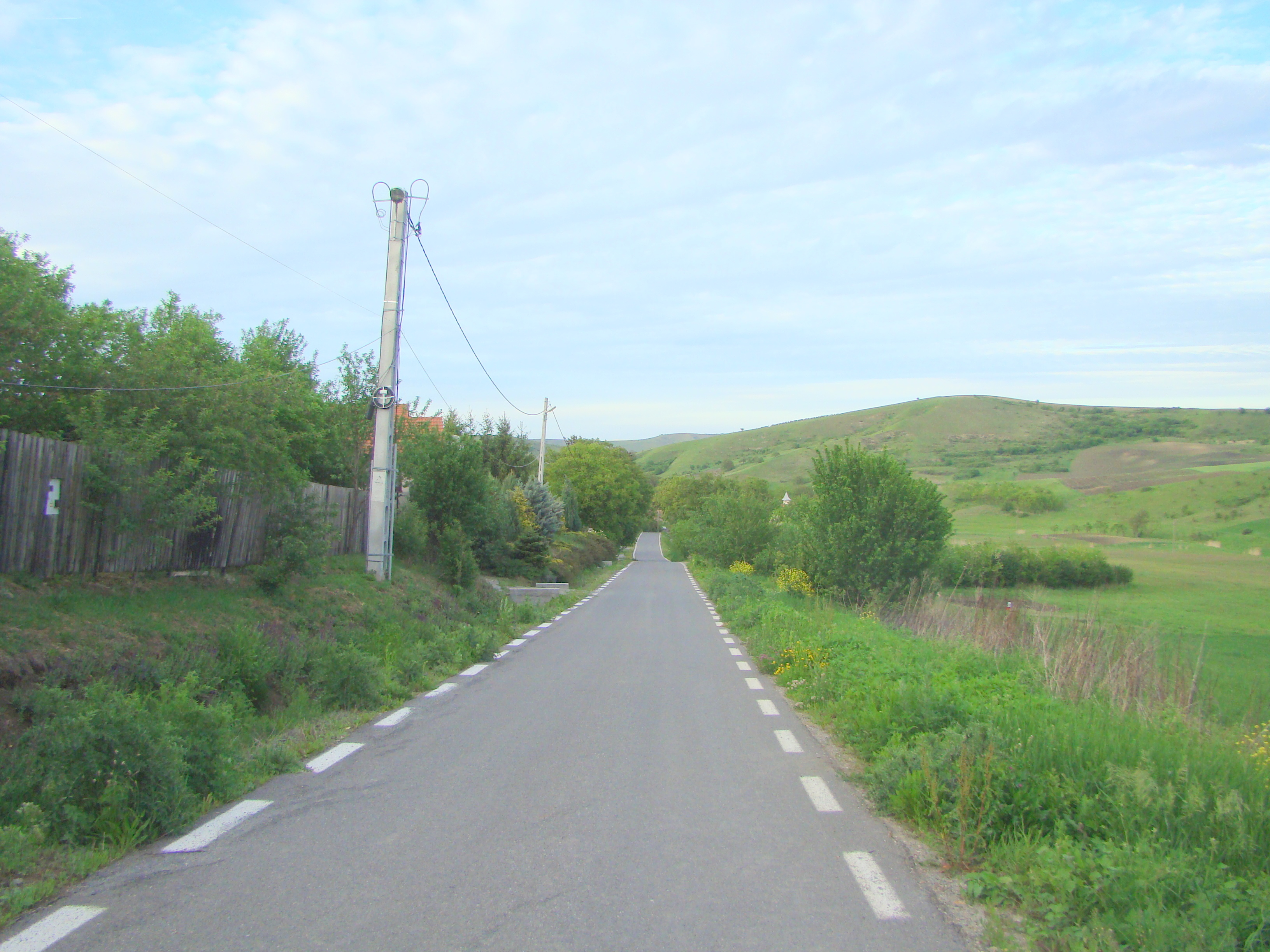
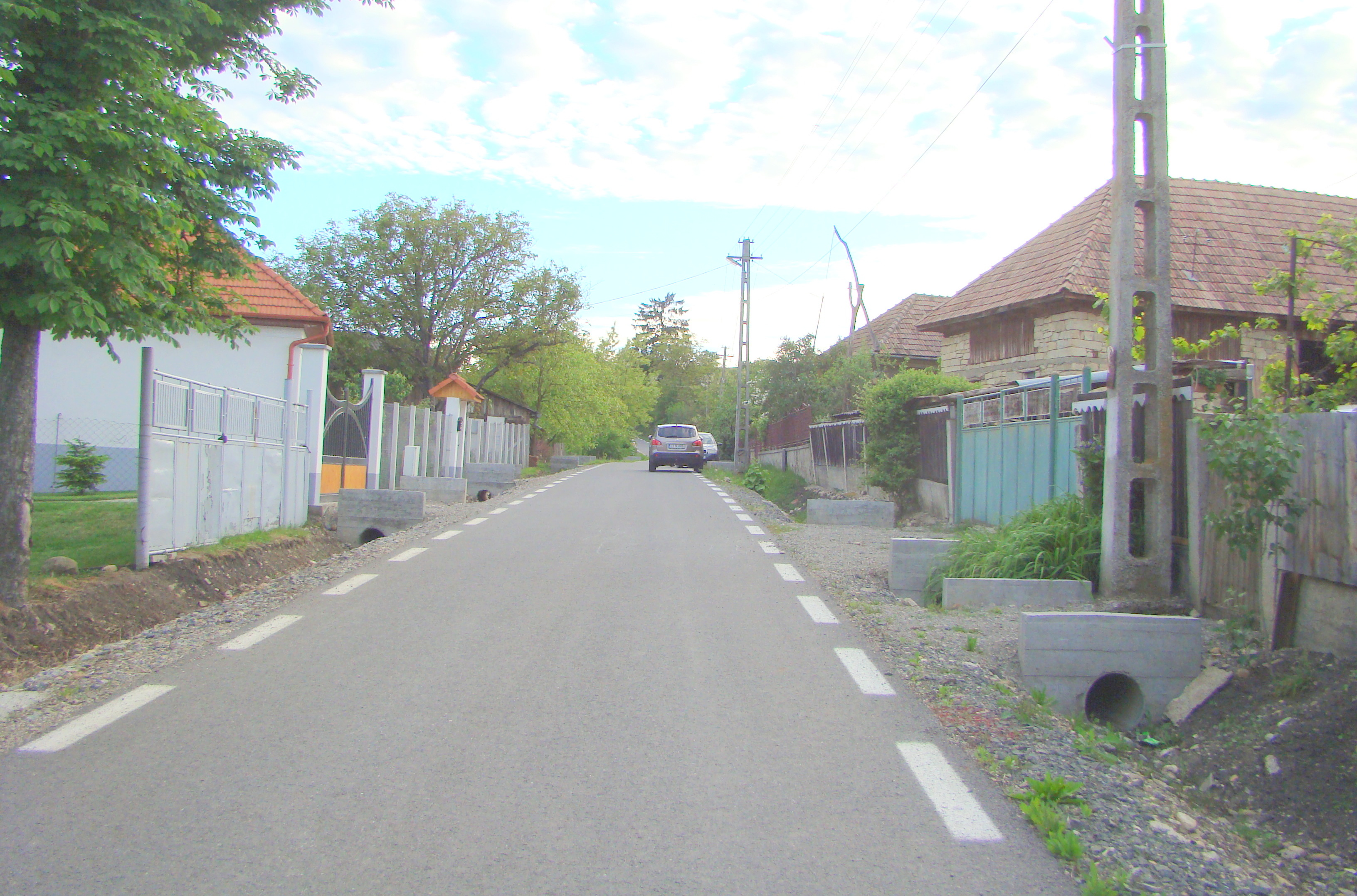
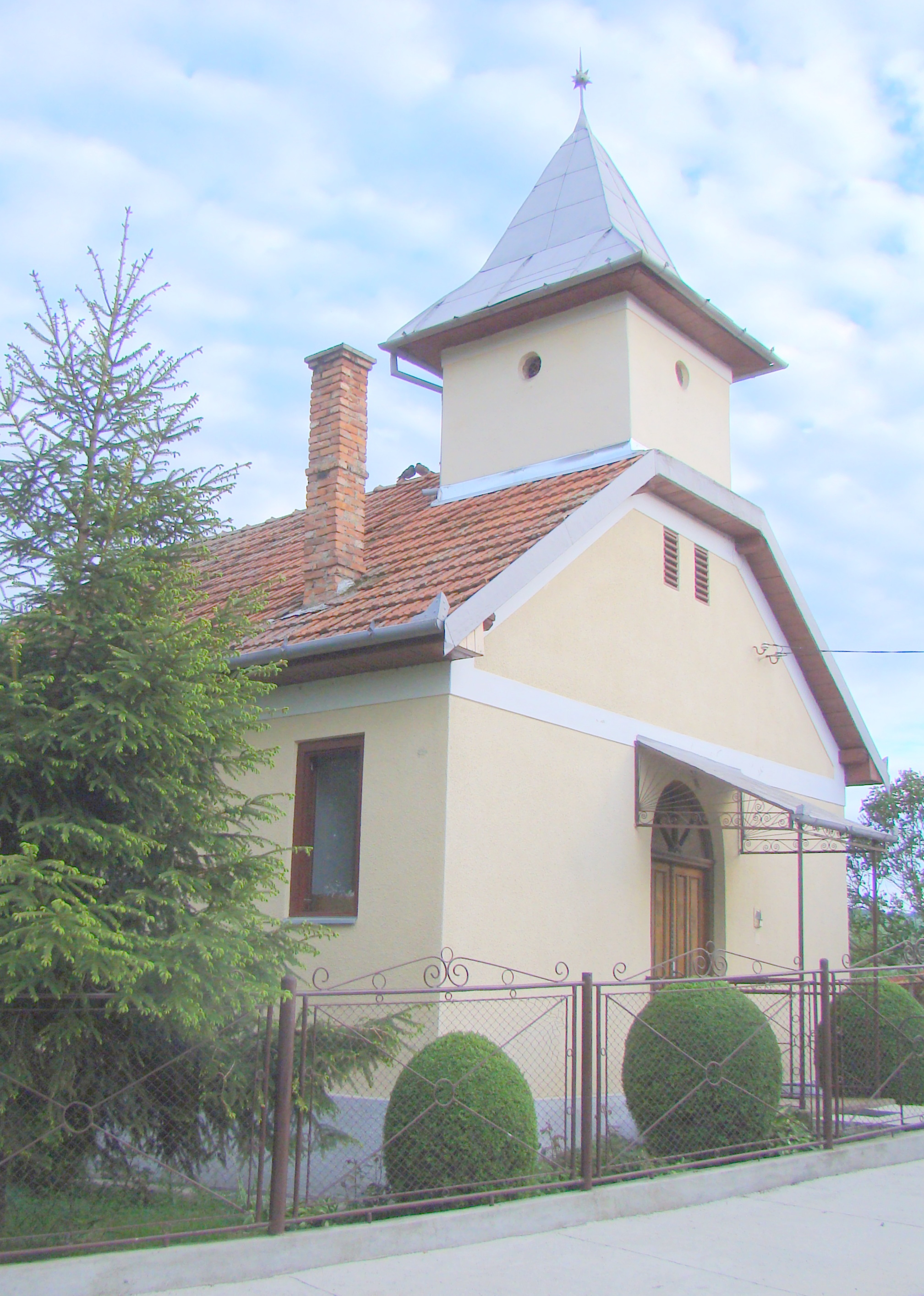
Biserica reformată
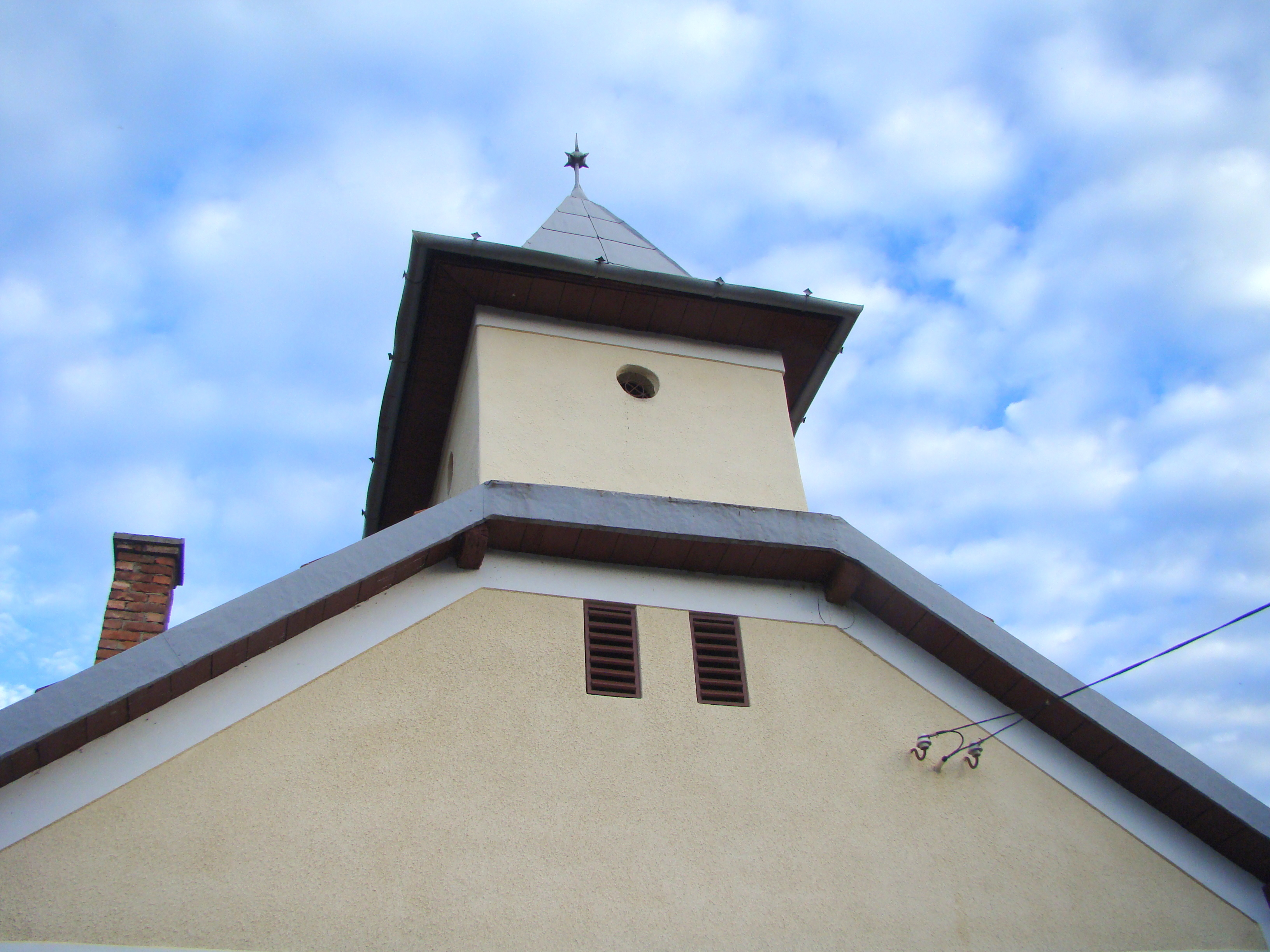
Biserica reformată
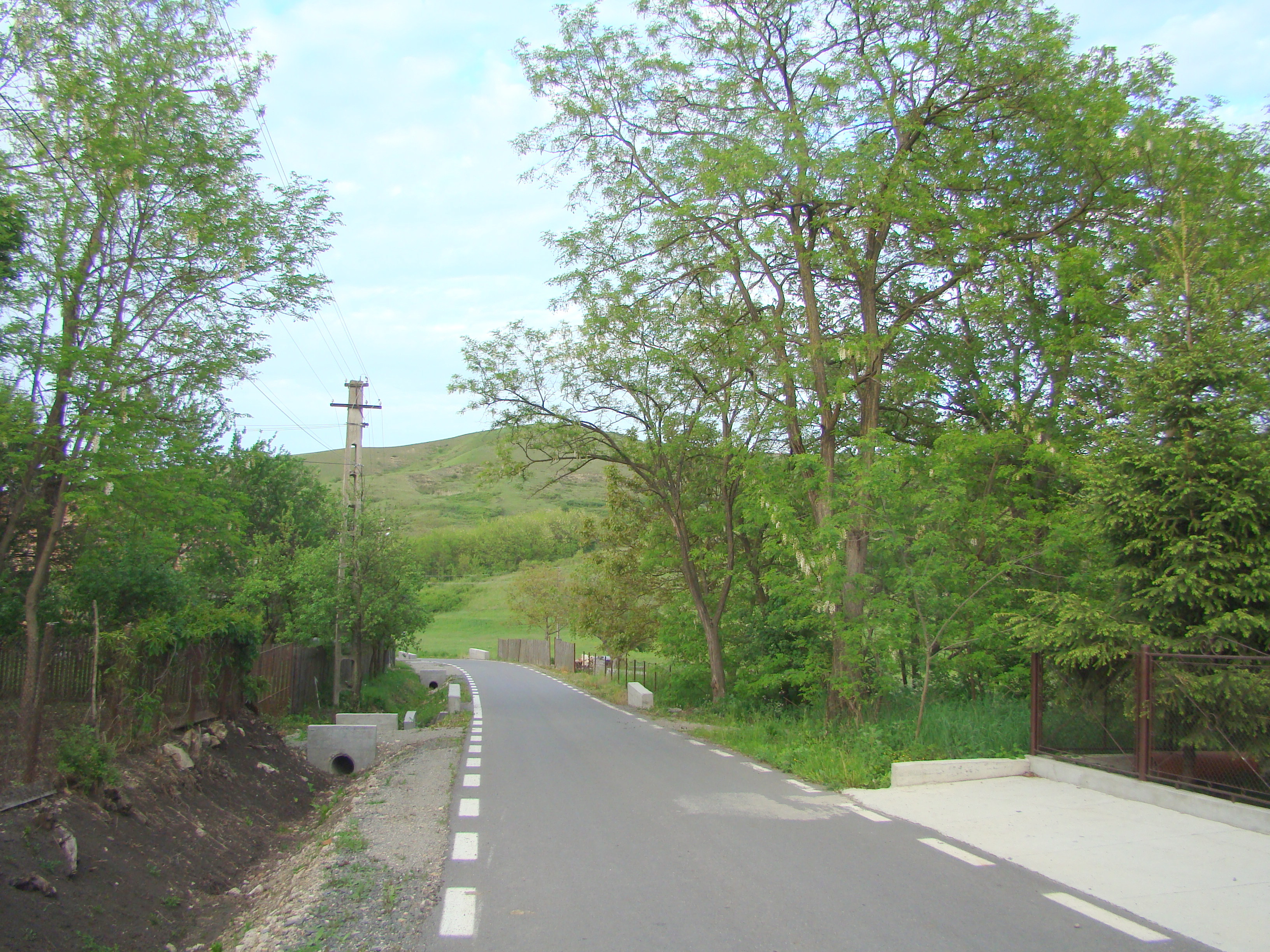